# Richard Butler (Musiker)

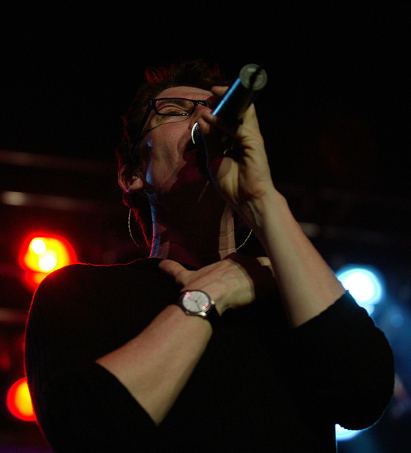
Richard Butler, 2006

Richard Butler (* 5. Juni 1956 in Kingston upon Thames, Vereinigtes Königreich; eigentlich: Richard Lofthouse Butler) ist ein englischer Sänger und Songwriter. Butler hat eine Tochter, Maggie Mozart Butler (* September 1997) aus erster Ehe. Im September 2020 heiratete Butler das Model und Schauspielerin Erika Anderson.

## Leben
Butler wurde in den frühen 1980er Jahren als Leadsänger der Rockband The Psychedelic Furs bekannt und ist Gründer der Alternativ Rockband Love Spit Love. Butlers Vater, George Butler, war Chemiker, seine Mutter Künstlerin. Neben der Musik engagierte sich Butler auch in der Kunstszene und begann zu malen. Er hatte Ausstellungen in New York City, Miami und Florenz. Eines seiner Werke, Girl with a Map, wurde auch als CD-Cover verwendet.

## Musikalische Karriere
Butler gründete 1976 mit seinem Brüdern, Tim und Simon Butler, die Band Radio. Nach dem Ausstieg seines Bruders Simon gründete er 1977 zusammen mit seinem Bruder Tim am Bass, die Band The Psychedelic Furs Laut Butler begannen die Psychedelic Furs im Wohnzimmer der Eltern zu proben, wurden aber bald wegen des Lärms von ihnen vertrieben. Zusammen mit John Ashton und Roger Morris an der Gitarre, Vince Ely am Schlagzeug und Duncan Kilburn am Saxophon wurde die Band schnell kommerziell erfolgreich. The Psychedelic Furs legten Anfang der 1990er Jahre eine Schaffenspause ein.
1994 wurde Butler auch Gründer und Leadsänger der Band Love Spit Love. Im Jahr 2000 erklärte er, dass die Band Love Spit Love schon wieder aufgelöst sei. Seine Arbeit mit Love Spit Love ist in der Fernsehserie Charmed – Zauberhafte Hexen zu hören – mit einer Coverversion des The Smiths Hits, How Soon Is Now?. Dieser wurde eigentlich aufgenommen für den Film, The Craft, und wird auch im Soundtrack von Charmed – Zauberhafte Hexen genutzt. Das Lied von Love Spit Loves, Am I Wrong, wurde die Titelmelodie im Vorspann des Films Angus von 1995. Außerdem sang Butler auch als Backgroundsänger in dem Titel I Am Anastasia der amerikanischen Band Sponge.
2001 haben sich die Psychedelic Furs nach einer neunjährigen Pause wieder zusammengefunden und sind seitdem weltweit auf Tournee. Anfang 2006 veröffentlichte Butler unter Mitarbeit von Jon Carin das Soloalbum mit dem Titel, Richard Butler. Das Album ist eine Sammlung von Liedern, die seinem verstorbenen Vater, George Butler, und auch Jon Carins Vater, Arthur A. Carin, gewidmet sind. Carin hat einen Großteil seiner Musik mitgeschrieben und arrangiert. 2014 coverte Butler Charles Aznavours, She für den Filmtrailer von Gone Girl.
Butler schrieb zusammen mit Martin Gore den 2023 veröffentlichten Musiktitel Ghosts Again, die erste Single aus dem Depeche-Mode-Album Memento Mori.

## Diskografie
Solo
- Richard Butler (2006)

The Psychedelic Furs
- The Psychedelic Furs (1980)
- Talk Talk Talk (1981)
- Forever Now (1982)
- Mirror Moves (1984)
- Midnight to Midnight (1987)
- Book of Days (1989)
- World Outside (1991)
- Made of Rain (2020)

Love Spit Love
- Love Spit Love (1994)
- Trysome Eatone (1997)